# Ryōzō Suzuki
Ryōzō Suzuki (jap. 鈴木良三 Suzuki Ryōzō; ur. 16 lipca 1939) – japoński piłkarz, reprezentant kraju.

## Kariera klubowa
Od 1962 do 1970 roku występował w klubie Hitachi.

## Kariera reprezentacyjna
Karierę reprezentacyjną rozpoczął w 1961, a zakończył w 1968 roku. W sumie w reprezentacji wystąpił w 24 spotkaniach. Został powołany do kadry na Igrzyska Olimpijskie w 1964 i 1968 roku.

## Statystyki
| Reprezentacja Japonii | Reprezentacja Japonii | Reprezentacja Japonii |
| Rok                   | Mecze                 | Gole                  |
| --------------------- | --------------------- | --------------------- |
| 1961                  | 1                     | 0                     |
| 1962                  | 7                     | 0                     |
| 1963                  | 5                     | 0                     |
| 1964                  | 2                     | 0                     |
| 1965                  | 1                     | 0                     |
| 1966                  | 6                     | 0                     |
| 1967                  | 0                     | 0                     |
| 1968                  | 2                     | 0                     |
| Razem                 | 24                    | 0                     |